# 魏都区
魏都区是中华人民共和国河南省许昌市的市辖区。面积67平方公里，总人口40.09万人。区名得名于许昌曾为三国时期曹魏的五都之一。區人民政府駐天寶路666號。

## 行政区划
现辖：
西大街道、东大街道、西关街道、南关街道、北大街道、五一路街道、高桥营街道、丁庄街道、颍昌街道、文峰街道、新兴街道、半截河街道、灞陵街道、魏北街道和东城区管委会。

## 人口
根據全國第七次人口普查數據顯示，截至2020年11月1日零時，常住人口400974人。